# Едуардо Флакер
Едуардо Флакер (ісп. Eduardo Flaquer; 4 вересня 1894 — 18 серпня 1951) — колишній іспанський тенісист.
Найвищим досягненням на турнірах Великого шолома був фінал в парному розряді.

## Фінали турнірів Великого шолома

### Парний розряд (1 поразка)
| Результат | Рік  | Турнір               | Покриття | Партнер          | Суперники                    | Рахунок            |
| --------- | ---- | -------------------- | -------- | ---------------- | ---------------------------- | ------------------ |
| Поразка   | 1923 | Вімблдонський турнір | Трава    | Мануель де Гомар | Леслі Годфрі Рендолф Лайсетт | 3–6, 4–6, 6–3, 3–6 |